# Choe Chang-ik
Choe Chang-ik (em coreano:최창익; hanja: 崔昌益; 1896 — 1960) foi um político coreano da era colonial japonesa. Choe foi um membro do movimento de independência da Coreia. Ele também era conhecido pelos nomes Choe Chang-sok (최창석, 崔昌錫), Choe Chang-sun (최창순, 崔昌淳), Choe Tong-u (최동우, 崔東宇) e Ri Kon-u.

## Infância e educação
Choe Chang-ik nasceu no Condado Onsong, na Coreia, em 1896. Sua data exata de nascimento permanece desconhecida.
Em seu quinto ano no ensino médio, ele participou do movimento de 1º de março, que resultou em sua expulsão. No mesmo ano, ele foi ao Japão para continuar seus estudos na Escola de Inglês Seisoku (hoje a Escola Seisoku Gakuen).
Choe Chang-ik mais tarde estudou na Universidade de Waseda em Tóquio, no Departamento de Economia e Política, onde organizou uma união de estudantes e continuou seu ativismo. Seu ativismo incluía se infiltrar em  áreas secretas na Coreia, como Ganggyeong, Jeonju, Okgu e Gunsan, onde ele fez uma deu diversas palestras para compartilhar suas ideias sobre socialismo e igualdade. Choe Chang-ik foi preso pela polícia japonesa por essas atividades, mas acabou sendo libertado. Ele se formou na Universidade de Waseda em fevereiro de 1925.

## Linha do tempo
Em junho de 1923, Choe Chang-ik retornou à Coreia e tornou-se membro da Sociedade Coreana do Trabalho. Em julho daquele ano, ele ajudou a fundar a Aliança da Juventude Comunista da Coreia e serviu como comissário. Em setembro, ele foi preso pela polícia enquanto liderava uma conferência da Sociedade Coreana do Trabalho. Em abril de 1924, Choe participou da fundação da Aliança da Juventude de Joseon e foi eleito para o comitê executivo central do grupo. Oito meses depois, ele ajudou a fundar a Aliança Socialista (uma organização não afiliada à Associaçãoda Juventude de Seul) e foi eleito para servir como membro de seu comitê executivo.
Após sua graduação, Choe viajou para o Congresso Mundial Internacional Comunista como representante da Associação da Juventude de Seul. Durante seu retorno para casa, ele se envolveu com o grupo Shinmin de Kim Chwa-chin, uma comunidade rebelde na província de Shinmin, na Manchúria. Choe acabou trabalhando para criar uma liga comunista dentro da organização.
Choe eventualmente se separou do grupo de Kim em outubro de 1925 e retornou à Coreia. No mesmo mês, oficiais japoneses o prenderam por seu envolvimento com o grupo Shinmin, junto com Han Bin (한빈, 韓 斌), Lee Kyung-ho (이경호, 李 京) e Lee Young (이영, 李英). Em 1926, Choe e Park Du-hui, um membro do grupo Shinmin, foram selecionados para participar de uma conferência comunista em Vladivostok. Enquanto lá, ele juntou esforços para iniciar uma assembleia nacional. Em 1927, ao retornar à Coreia, ele ingressou e se tornou um executivo do Partido Comunista da Coreia. Em fevereiro de 1928, Choe foi preso pelo chamado "incidente do Terceiro Partido Comunista da Coreia". Ele escapou da prisão em 1935.
Em 1936, ele buscou e obteve asilo político na China. Lá, ele fez parte do Partido Revolucionário Nacional da Coreia e formou o Clube Chonwi (전위 동맹) em Hankou. Ele se casou com sua esposa, Ho Jong-suk, em 1937. Em maio de 1938, ele se tornou o comandante da Choson uiyongdae (조선 의용대), que era a organização militar do Partido Revolucionário Nacional da Coreia de Kim Won-bong (김원봉, 金元鳳), mas ele reclamou que a organização era financiada pelo Kuomintang de Chiang Kai-shek. Um desacordo se seguiu e ele deixou a organização de Kim Won-bong. Ele também foi para Yan'an, em parceria com Mujong (무정, 武 亭) e Kim Tu-bong (김두봉, 金 枓 奉). 
Em janeiro de 1941, com financiamento do Partido Comunista da China, e mais tarde com Lee Gunwu, Mujong fundou a "Federação da Juventude da Coreia Hebei" em Jindong. Em 1942, com Kim Tu-bong, Lee Gunwu, Mujung, Han bin foi criado como uma aliança independente de Chosun, e ele foi eleito vice-presidente da aliança independente. Em setembro de 1945, ele foi nomeado para o Comitê Político do Partido Comunista da Coreia e, em dezembro, retornou a Pyongyang com Kim Tu-bong e Mujong. Em março de 1946, ele fundou o Novo Partido Democrático Coreano e foi eleito vice-presidente. Em agosto daquele ano, ele se envolveu na integração do Novo Partido Democrata e do Partido Comunista da Coréia. Em setembro, o Comitê Central do Partido dos Trabalhadores da Coreia do Norte, o Comitê Permanente, elegeu Choe como comissário de comércio e negócios.
O embaixador Ianov e Choe Chang-ik discutiram a visita da delegação do governo da RPDC à Europa Oriental e à URSS e as políticas do Partido dos Trabalhadores da Coreia. Em 1948, ele participou do Comitê Central do Partido dos Trabalhadores da Coreia do Norte e foi um dos deputados da Assembleia Popular Suprema da Coreia do Norte. Em setembro, Choe se tornou o primeiro ministro das Finanças da Coreia do Norte; em 1952 vice-primeiro ministro; em 1954 ministro das Finanças e em 1955 ministro da Segurança da RPDC.
Choe foi assassinado pela polícia secreta do Estado em 1960, com 63 ou 64 anos, enquanto estava preso em Pyongyang.